# Vito Damiano
Vito Damiano (Trapani, 23 novembre 1952) è un generale e politico italiano, sindaco di Trapani dal 2012 al 2017.

## Biografia
Nato e cresciuto a Trapani, nel quartiere Casalicchio (San Pietro), dopo aver conseguito la maturità al Liceo Classico di Trapani, nel 1971 vince il concorso per accedere all'Accademia Militare di Modena. Successivamente, da Sottotenente dell'Arma dei Carabinieri, ha completato il quadriennio di studio ad indirizzo giuridico presso la Scuola Ufficiali di Roma, ed ha successivamente conseguito una laurea specialistica in scienze della sicurezza interna ed esterna. Nominato colonnello nel 2000, è stato comandante provinciale dei Carabinieri a Catania.
Generale di brigata dei carabinieri dal 2007, è in forza all'AISE i servizi di controspionaggio. Nel 2009 il suo nome viene fatto in un'interpellanza parlamentare da Cossiga nell'ambito del dossier Telecom nell'inchiesta che vide coinvolti i servizi e il capo della sicurezza Telecom Giuliano Tavaroli.
Lascia il servizio attivo nel novembre del 2011.
Candidato del Popolo delle libertà alle elezioni comunali del 2012, viene eletto Sindaco di Trapani al ballottaggio il 21 maggio 2012, superando con 12.377 preferenze il candidato rivale, anch'egli del centrodestra, Giuseppe Maurici, che al primo turno era arrivato primo, fermatosi a 10.681.
Nel mese di ottobre 2015, viene votata una mozione di sfiducia nei suoi confronti che viene respinta con 15 voti favorevoli (necessari 20) e 11 contrari (4 assenti). Nel dicembre 2015 sporge una querela per diffamazione aggravata in quanto degli individui su facebook avrebbero postato dei commenti offensivi nei suoi confronti.
Nel 2017 annuncia che, non essendo un politico, non si sarebbe ricandidato alle elezioni amministrative di giugno.